# 标准化电力机车

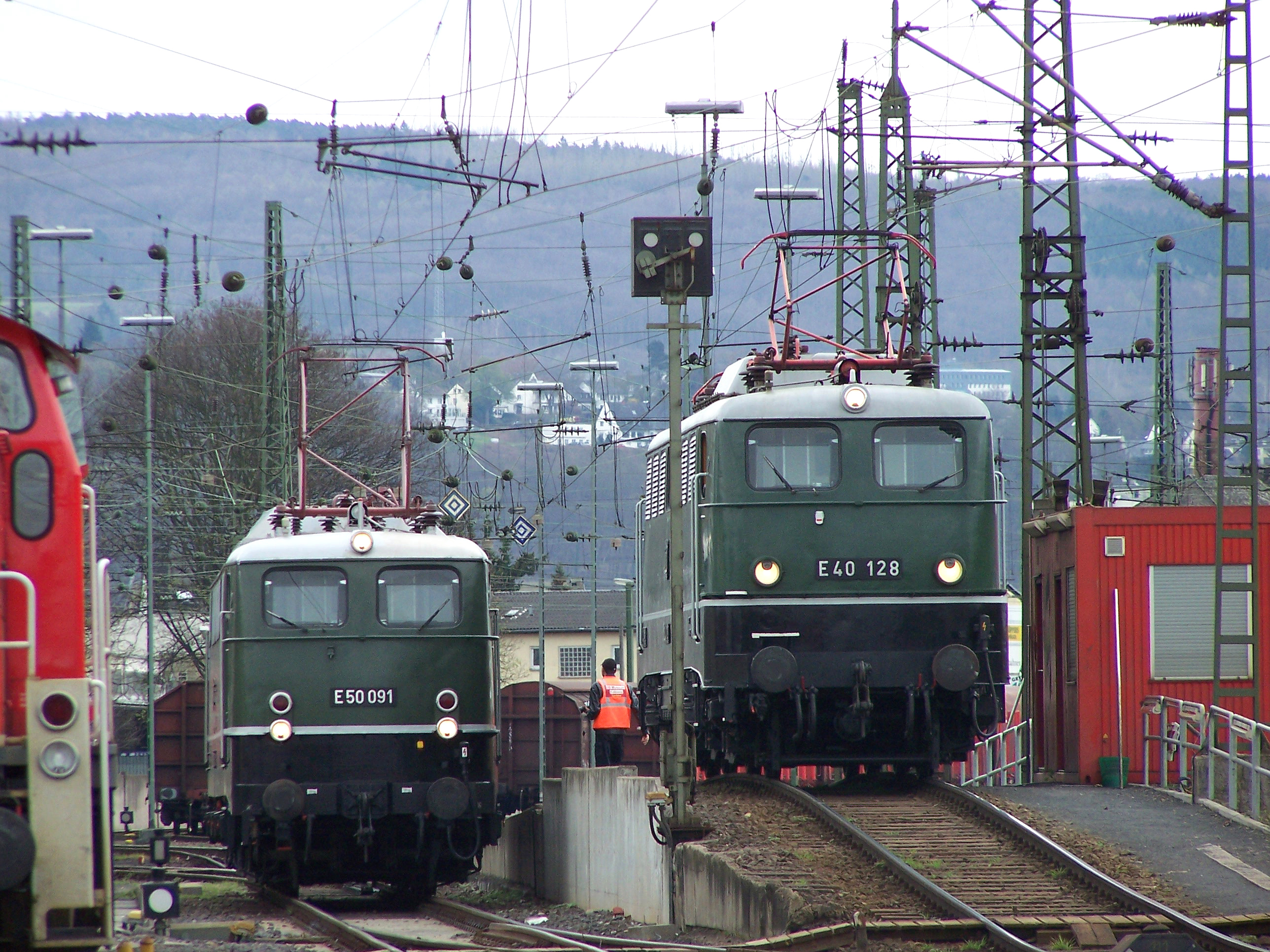
标准化的E50型机车（左）及E40型机车（右）

标准化电力机车（德語：Einheitselektrolokomotive）是德国的一个铁路术语，特指德国联邦铁路在第二次世界大战后根据标准化铁路机车计划（Einheitslokomotivprogramm）而采购的一系列电力机车。它们包括原E10型、E40型、E41型及E50型机车，自1968年起被重定型为110型、140型、141型和150型及其衍生的相关亚型。生产计划的目的是提供现代铁路机车在战后参与电气化运营。出于成本考虑，这些机车的走行装置是基于简化维护的原则在一个通用平台进行开发，并且各款机车的许多部件应当尽可能实现互换，因此它们也被称作“标准化机车”。由于这些机车大部分运营已达40年以上，大大超出了原本30年的预期使用年限，它们正逐渐被德国铁路新的高性能电力机车所取代。